# Танзанія на літніх Олімпійських іграх 1980
На XXII літніх Олімпійських іграх, що проходили у Москві у 1980 році, Танзанія була представлена 41 спортсменом (36 чоловіками і 5 жінками) у трьох видах спорту — легка атлетика, бокс і хокей на траві. Прапороносцем на церемоніях відкриття і закриття був боксер Міхаель Нассоро.
Країна вчетверте за свою історію взяла участь у літніх Олімпійських іграх. Атлети Танзанії завоювали 2 срібні медалі з легкої атлетики. Це єдині медалі Танзанії за історію Олімпійських ігор.

## Медалісти
| Медаль | Ігри             | Вид спорту     | Дисципліна                     |
| ------ | ---------------- | -------------- | ------------------------------ |
| Срібло | Сулейман Ньямбуї | Легка атлетика | 5000 м, чоловіки               |
| Срібло | Фільберт Байї    | Легка атлетика | 3000 м з перешкодами, чоловіки |

## Бокс
Чоловіки
| Спортсмен         | Дисципліна  | 1 раунд            | 2 раунд                       | 3 раунд                          | Чвертьфінал                                | Півфінал           | Фінал              | Фінал      |            |
| Спортсмен         | Дисципліна  | Суперник Результат | Суперник Результат            | Суперник Результат               | Суперник Результат                         | Суперник Результат | Суперник Результат | Місце      |            |
| ----------------- | ----------- | ------------------ | ----------------------------- | -------------------------------- | ------------------------------------------ | ------------------ | ------------------ | ---------- | ---------- |
| Еммануель Млундва | до 51 кг    | Н/Д                | Талаль Ельчава (SYR) W TKO-2  | Г'ю Рассел (IRL) L 0-5           | не пройшов                                 | не пройшов         | не пройшов         | не пройшов |            |
| Деральді Ісаїк    | до 54 кг    | BYE                | Джордж Монар (BEN) W 3-2      | Ганапаті Маногаран (IND) W TKO-2 | Хуан Баутіста Ернандес Перес (CUB) L TKO-1 | не пройшов         | не пройшов         | 5          |            |
| Айзек Мабуші      | до 57 кг    | BYE                | Баррі Макгвіген (IRL) L TKO-3 | не пройшов                       | не пройшов                                 | не пройшов         | не пройшов         | не пройшов |            |
| Омарі Голая       | до 60 кг    | Н/Д                | Калерво Аланенпяя (SWE) W 5-0 | Казімеж Адах (POL) L 0-5         | не пройшов                                 | не пройшов         | не пройшов         | не пройшов |            |
| Вільям Льїмо      | до 63,5 кг  | Н/Д                | BYE                           | Хаст Жамган (MGL) W 5-0          | Ентоні Вілліс (GBR) L TKO-3                | не пройшов         | не пройшов         | 5          |            |
| Лукас Мсомба      | до 67 кг    | Н/Д                | Еліо Діас (VEN) W 4-1         | Карл-Гайнц Крюгер (GDR) L 0-5    | не пройшов                                 | не пройшов         | не пройшов         | не пройшов |            |
| Леонідас Нджунва  | до 71 кг    | Н/Д                | BYE                           | Імад Ідрісс (SYR) W TKO-3        | Детлеф Кестнер (GDR) L 0-5                 | не пройшов         | не пройшов         | 5          |            |
| Міхаель Нассоро   | до 81 кг    | Н/Д                | Н/Д                           | Слободан Качар (YUG) L TKO-2     | не пройшов                                 | не пройшов         | не пройшов         | не пройшов |            |
| Вільям Ісангура   | понад 81 кг | Н/Д                | Н/Д                           | Гжегож Скжеч (POL) L KO-1        | не пройшов                                 | не пройшов         | не пройшов         | не пройшов | не пройшов |

## Легка атлетика
Чоловіки
Трекові і шосейні дисципліни
| Мваліму Алі          | 100 м                | 10.86        | 6            | не пройшов | не пройшов | не пройшов | не пройшов | не пройшов | не пройшов |            |            |
| Мваліму Алі          | 200 м                | 21.83        | 5            | не пройшов | не пройшов | не пройшов | не пройшов | не пройшов | не пройшов |            |            |
| Закарія Баріє        | 5000 м               | 13:49.4      | 9 Q          | Н/Д        | Н/Д        | 13:44.9    | 7          | не пройшов | не пройшов | не пройшов | не пройшов |
| Закарія Баріє        | 10000 м              | не фінішував | не фінішував | не пройшов | не пройшов | не пройшов | не пройшов | не пройшов | не пройшов |            |            |
| Фільберт Байї        | 3000 м з перешкодами | 8:21.4       | 1 Q          | Н/Д        | Н/Д        | 8:16.2     | 1 Q        | 8:12.4     | 2          |            |            |
| Девід Лукуба         | 100 м                | 10.74        | 5            | не пройшов | не пройшов | не пройшов | не пройшов | не пройшов | не пройшов |            |            |
| Девід Лукуба         | 200 м                | 21.76        | 4            | не пройшов | не пройшов | не пройшов | не пройшов | не пройшов | не пройшов |            |            |
| Муса Луліга          | 800 м                | 1:49.6       | 5 Q          | Н/Д        | Н/Д        | 1:51.5     | 7          | не пройшов | не пройшов | не пройшов | не пройшов |
| Леодігард Мартін     | 10000 м              | 30:33.4      | 11           | не пройшов | не пройшов | не пройшов | не пройшов | не пройшов | не пройшов |            |            |
| Леодігард Мартін     | Марафон              | Н/Д          | Н/Д          | Н/Д        | Н/Д        | Н/Д        | Н/Д        | 2:18:21    | 23         |            |            |
| Пітер Мвіта          | 100 м                | 11.07        | 6            | не пройшов | не пройшов | не пройшов | не пройшов | не пройшов | не пройшов |            |            |
| Еммануель Ндіемандої | Марафон              | Н/Д          | Н/Д          | Н/Д        | Н/Д        | Н/Д        | Н/Д        | 2:16:47    | 14         |            |            |
| Сулейман Ньямбуї     | 5000 м               | 13:45.4      | 2 Q          | Н/Д        | Н/Д        | 13:30.2    | 5 Q        | 13:21.6    | 2          |            |            |
| Сулейман Ньямбуї     | 10000 м              | не стартував | не стартував | не пройшов | не пройшов | не пройшов | не пройшов | не пройшов | не пройшов |            |            |
| Гідаміс Шаганга      | Марафон              | Н/Д          | Н/Д          | Н/Д        | Н/Д        | Н/Д        | Н/Д        | 2:16:47    | 15         |            |            |

Польові дисципліни
| Спортсмен      | Дисципліна    | Кваліфікація | Кваліфікація | Фінал      | Фінал      |
| Спортсмен      | Дисципліна    | Відстань     | Місце        | Відстань   | Місце      |
| -------------- | ------------- | ------------ | ------------ | ---------- | ---------- |
| Закайо Малеква | метання списа | 71.58        | 16           | не пройшов | не пройшов |

Жінки
Трекові і шосейні дисципліни
| Спортсмен            | Дисципліна | Гіт       | Гіт   | Чвертьфінал | Чвертьфінал | Півфінал   | Півфінал   | Фінал      | Фінал      |
| Спортсмен            | Дисципліна | Результат | Місце | Результат   | Місце       | Результат  | Місце      | Результат  | Місце      |
| -------------------- | ---------- | --------- | ----- | ----------- | ----------- | ---------- | ---------- | ---------- | ---------- |
| Мосі Аллі            | 100 м      | 12.19     | 7     | не пройшла  | не пройшла  | не пройшла | не пройшла | не пройшла | не пройшла |
| Мосі Аллі            | 200 м      | 24.99     | 27    | не пройшла  | не пройшла  | не пройшла | не пройшла | не пройшла | не пройшла |
| Марселліна Еммануель | 1500 м     | 4:26.78   | 11    | не пройшла  | не пройшла  | не пройшла | не пройшла | не пройшла | не пройшла |
| Нзаелі Кйомо         | 100 м      | 11.77     | 6     | не пройшла  | не пройшла  | не пройшла | не пройшла | не пройшла | не пройшла |
| Нзаелі Кйомо         | 200 м      | 24.22     | 23 q  | 24.59       | 8           | не пройшла | не пройшла | не пройшла | не пройшла |
| Мвінга Мванджала     | 800 м      | 2:05.2    | 5     | не пройшла  | не пройшла  | не пройшла | не пройшла | не пройшла | не пройшла |
| Мвінга Мванджала     | 1500 м     | 4:20.84   | 10    | не пройшла  | не пройшла  | не пройшла | не пройшла | не пройшла | не пройшла |
| Ліліан Ньїті         | 800 м      | 2:11.1    | 5     | не пройшла  | не пройшла  | не пройшла | не пройшла | не пройшла | не пройшла |

## Хокей на траві
Чоловіки
Склад команди
- Леопольд Граціас
- Бенедикт Мендес
- Сотер да Сільва
- Абрагам Сайкс
- Юсуф Манвар
- Сінгх Джайпал
- Могамед Манджі
- Раджабу Раджаб
- Джасбір Вірді
- Іслам Іслам
- Пірбхай Ерфан
- Стівен да Сільва
- Фредерік Фуртадо
- Тагералі Гассаналі
- Ануп Мукундан
- Патрік Тото
- Джуліас Пітер

### Попередній раунд
| Збірна   | Pld | W | D | L | GF | GA | Pts |
| -------- | --- | - | - | - | -- | -- | --- |
| Іспанія  | 5   | 4 | 1 | 0 | 33 | 3  | 9   |
| Індія    | 5   | 3 | 2 | 0 | 39 | 6  | 8   |
| СРСР     | 5   | 3 | 0 | 2 | 30 | 11 | 6   |
| Польща   | 5   | 2 | 1 | 2 | 19 | 15 | 5   |
| Куба     | 5   | 1 | 0 | 4 | 7  | 42 | 2   |
| Танзанія | 5   | 0 | 0 | 5 | 3  | 54 | 0   |

| 20 липня |        |          |  |
| Індія    | 18 – 0 | Танзанія |  |
|          |        |          |  |

| 21 липня |        |         |  |
| Танзанія | 0 – 12 | Іспанія |  |
|          |        |         |  |

| 23 липня |       |      |  |
| Танзанія | 0 – 4 | Куба |  |
|          |       |      |  |

| 24 липня |        |          |  |
| СРСР     | 11 – 2 | Танзанія |  |
|          |        |          |  |

| 26 липня |       |        |  |
| Танзанія | 1 – 9 | Польща |  |
|          |       |        |  |

### Поєдинок за 5 місце
| 26 липня |       |          |  |
| Куба     | 4 – 1 | Танзанія |  |
|          |       |          |  |